# Olli Ahvenlahti

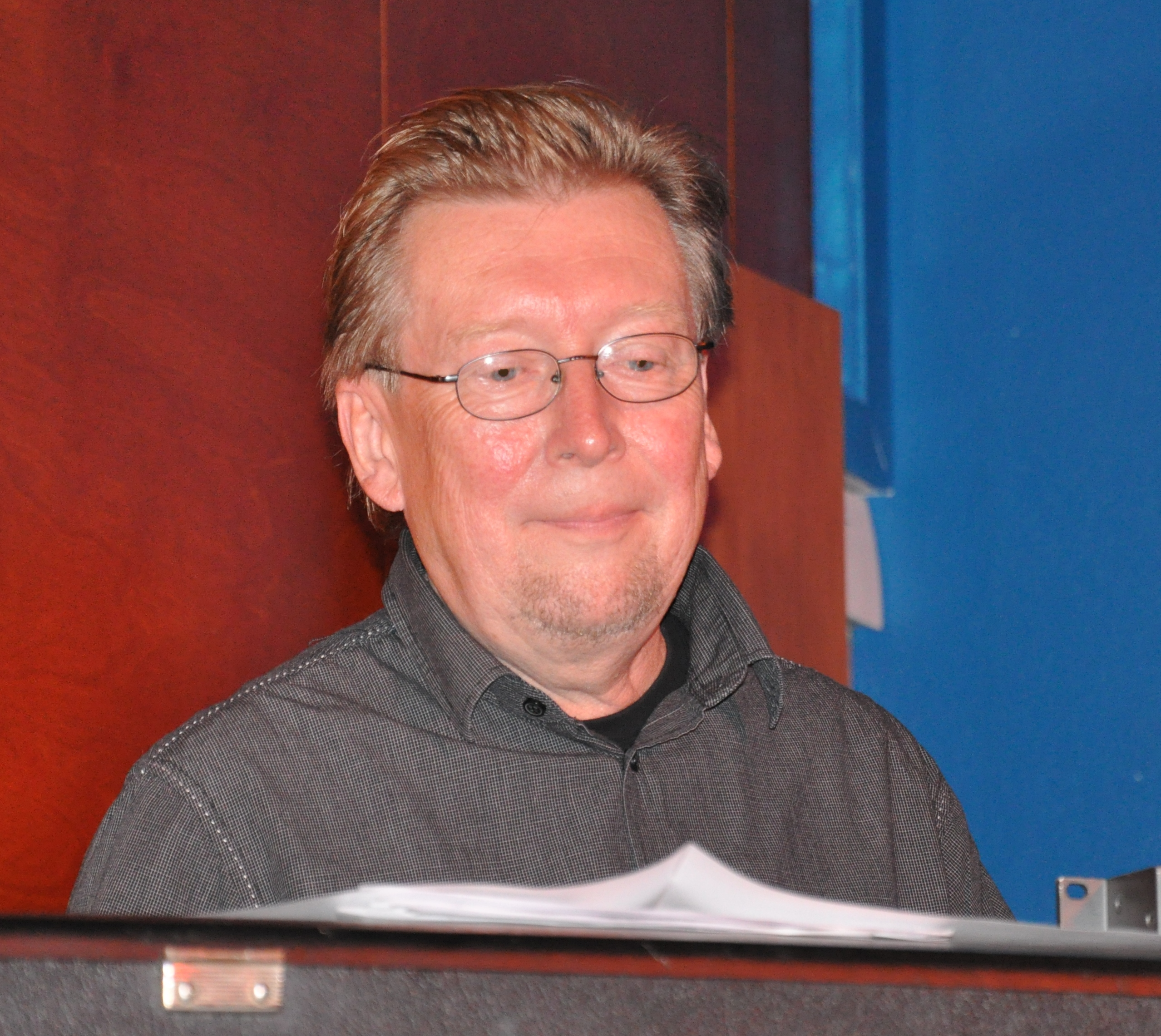
Olli Ahvenlahti (2009)

Olli Ahvenlahti (* 6. August 1949 in Helsinki) ist ein finnischer Jazz-Pianist, Dirigent und Komponist.
Ahvenlahti hatte ab dem siebenten Lebensjahr Klavierunterricht und studierte von 1960 bis 1974 an der Sibelius-Akademie. Er arbeitete dann in New York mit Jim McNeely, Andy Laverne, Mark Soskin und Ted Rosenthal.
Nach einem Studienaufenthalt in England arbeitete er in Finnland mit Gruppen zusammen wie Unisono, The Group, Conjunto Baron, dem Eero Koivistoinen Quartet, dem Avenlahti-Johansson Quintet und dem UMO Jazz Orchestra, dem er von 1977 bis 1982 angehörte.
Daneben trat Ahvenlahti als Musiker und Dirigent in Rundfunk- und Fernsehsendungen und als Begleiter beim Concours Eurovision de la Chanson auf.
Ab 2001 erschienen einige Platten bei der Sähkö-Tochter Jazzpuu.

## Diskografie
- Bandstand mit Johanna Iivanainen, Pepe Willberg, Teemu Viinikainen, Jukka Eskola, Junnu Aaltonen, Ville Herrala, Jussi Lehtonen, 1975
- The Poet mit Markku Johansson, Bertil Strandberg, Pekka Pöyry, Eero Koivistoinen, Pekka Pohjola, Esko Rosnell, Tommy Körberg, George Wadenius, 1976